# Microdytes schuhi
Microdytes schuhi är en skalbaggsart som beskrevs av Wewalka 1997. Microdytes schuhi ingår i släktet Microdytes och familjen dykare. Inga underarter finns listade i Catalogue of Life.